# Mount Savage (Maryland)
Mount Savage es un lugar designado por el censo ubicado en el condado de Allegany en el estado estadounidense de Maryland. En el Censo de 2010 tenía una población de 873 habitantes y una densidad poblacional de 365,98 personas por km².

## Geografía
Mount Savage se encuentra ubicado en las coordenadas 39°41′50″N 78°52′35″O / 39.69722, -78.87639. Según la Oficina del Censo de los Estados Unidos, Mount Savage tiene una superficie total de 2.39 km², de la cual 2.39 km² corresponden a tierra firme y (0%) 0 km² es agua.

## Demografía
Según el censo de 2010, había 873 personas residiendo en Mount Savage. La densidad de población era de 365,98 hab./km². De los 873 habitantes, Mount Savage estaba compuesto por el 96.45% blancos, el 0.57% eran afroamericanos, el 0% eran amerindios, el 0.11% eran asiáticos, el 0% eran isleños del Pacífico, el 1.26% eran de otras razas y el 1.6% pertenecían a dos o más razas. Del total de la población el 1.6% eran hispanos o latinos de cualquier raza.